# Koningsklasse
Koningsklasse is een term die wordt gebruikt bij sporten waarbij de wedstrijden verdeeld worden over verschillende klassen van deelnemers. De koningsklasse is dan de meest prestigieuze klasse, bij races de klasse waar de hoogste snelheden worden behaald. 
Voorbeelden van koningsklassen zijn:
- in de autosport, de Formule 1
- in de motorsport, de MotoGP-klasse (voor 2002 de 500cc-klasse) in het wereldkampioenschap wegrace
- in het kunstvliegen, de Unlimited categorie
- in het boksen, de zwaargewichtsklasse